# Giovanni Paccosi
Giovanni Paccosi (Firenze, 2 giugno 1960) è un vescovo cattolico italiano, dal 24 dicembre 2022 vescovo di San Miniato.

## Biografia
È nato a Firenze, città capoluogo di provincia e sede arcivescovile, il 2 giugno 1960.

### Formazione e ministero sacerdotale
È entrato in gioventù nel movimento Comunione e Liberazione e ha frequentato il seminario arcivescovile a Firenze.
Il 4 aprile 1985 è stato ordinato presbitero, nella cattedrale di Santa Maria del Fiore, dall'arcivescovo Silvano Piovanelli e incardinato nell'arcidiocesi di Firenze nel cui ambito ha svolto diversi incarichi pastorali.
Nel 2001 è stato inviato come sacerdote fidei donum nella diocesi di Carabayllo nel distretto di Lima in Perù, dove è rimasto per quindici anni, svolgendo sia incarichi pastorali (parroco di Santa María de la Reconciliación a Lima) sia di docenza all'Universidad Católica Sedes Sapientiae, sempre a Lima.
Parallelamente, ha proseguito la sua formazione teologica conseguendo la licenza in sacra teologia presso la Facultad de Teología Pontificia y Civil de Lima (2005), la licenza in Educación Secondaria con specializzazione in filosofía y religión presso l'Universidad Católica Sedes Sapientiae (2006) e infine nel 2015 il dottorato in sacra teologia presso la Facoltà teologica dell'Italia centrale.
Rientrato in Italia nel 2016, è stato nominato parroco di Gesù Buon Pastore a Casellina a Scandicci e poi è stato direttore dell'Ufficio diocesano per i beni culturali ecclesiastici e l'edilizia di culto (2017-2022) e vicario episcopale per la pastorale (2019-2022).
Da agosto 2022 è responsabile per l'America Latina della Fraternità di Comunione e Liberazione.

### Ministero episcopale
Il 24 dicembre 2022 papa Francesco lo ha nominato vescovo di San Miniato; succede ad Andrea Migliavacca, precedentemente nominato vescovo di Arezzo-Cortona-Sansepolcro. Il 5 febbraio 2023 ha ricevuto l'ordinazione episcopale, nella cattedrale di Santa Maria del Fiore, dal cardinale Giuseppe Betori, arcivescovo metropolita di Firenze, co-consacranti l'arcivescovo metropolita di Salerno-Campagna-Acerno Andrea Bellandi e il vescovo Andrea Migliavacca, suo predecessore. Il 26 febbraio seguente ha preso possesso della diocesi.

## Genealogia episcopale
La genealogia episcopale è:
- Cardinale Scipione Rebiba
- Cardinale Giulio Antonio Santori
- Cardinale Girolamo Bernerio, O.P.
- Arcivescovo Galeazzo Sanvitale
- Cardinale Ludovico Ludovisi
- Cardinale Luigi Caetani
- Cardinale Ulderico Carpegna
- Cardinale Paluzzo Paluzzi Altieri degli Albertoni
- Papa Benedetto XIII
- Papa Benedetto XIV
- Papa Clemente XIII
- Cardinale Bernardino Giraud
- Cardinale Alessandro Mattei
- Cardinale Pietro Francesco Galleffi
- Cardinale Giacomo Filippo Fransoni
- Cardinale Carlo Sacconi
- Cardinale Edward Henry Howard
- Cardinale Mariano Rampolla del Tindaro
- Cardinale Gennaro Granito Pignatelli di Belmonte
- Cardinale Pietro Boetto, S.I.
- Cardinale Giuseppe Siri
- Cardinale Giacomo Lercaro
- Vescovo Gilberto Baroni
- Cardinale Camillo Ruini
- Cardinale Giuseppe Betori
- Vescovo Giovanni Paccosi